# Cardiocondyla sima
Cardiocondyla sima är en myrart som beskrevs av Wheeler 1935. Cardiocondyla sima ingår i släktet Cardiocondyla och familjen myror. Inga underarter finns listade.